# Lønsdal
Lønsdal est une localité du comté de Nordland, en Norvège.

## Géographie
Administrativement, Lønsdal fait partie de la kommune de Saltdal.